# Человечество встаёт с колен
«Человечество встаëт с колен» (яп. シガンシナ陥落) — третий и четвертый эпизод первого сезона аниме-сериала «Атака титанов».

## Сюжет

### Часть 1: Тусклый свет посреди отчаяния
Новобранцы 104-го кадетского корпуса проходят обряд инициации. На нём одной из кадетов, чудаковатой девушке Саше Браус, приказывают бегать до изнеможения и оставляют без еды за то, что во время обряда она ела картошку. Новобранцы, узнав о том, что Эрен из Сигансины, расспрашивают его о титанах. В это время у него происходит конфликт с другим новобранцем — Жаном Кирштайном. Девушка по имени Криста Ленц приносит Саше еду, а также знакомится с загадочной особой Имир.
Кадеты проходят тест на пригодность: их учат удерживать равновесие для владения устройством пространственного маневрирования. Новобранцы, провалившие тест, отправляются в хозяйственные районы. У Эрена никак не получается, и он просит помощи у товарищей. Позднее Эрен и Армин знакомятся с Райнером Брауном и Бертольтом Хувером. На следующий день Эрен всё же сдаёт тест на пригодность.

### Часть 2: Ночь выпускной церемонии
Кадеты проходят различные тренировки. Во время обучения рукопашному бою Райнер и Эрен решают проучить Энни, которая прогуливает данные тренировки. Однако в итоге Энни побеждает их обоих. Во время отдыха происходит новый конфликт между Эреном и Жаном. В схватке Эрен применяет против Жана приём, с помощью которого его победила Энни. Наступает выпуск стажёров: им предлагают идти дальше либо в гарнизон, либо в разведкорпус. Десять человек, получившие лучшие результаты, заслуживают право вступить в военную полицию, остальные выбирают между гарнизоном и разведкорпусом. Микаса и Армин следуют за Эреном в разведкорпус. Вдохновившись речью Эрена о необходимости борьбы с титанами, отказались вступать в гарнизон и выбрали разведкорпус также Мина Каролина, Конни Спрингер и Томас Вагнер. На фоне мирного неба появляется Колоссальный титан и ломает ворота Троста.

## Саундтрек

### Опенинг
В обеих сериях после небольшого пролога звучит вступительная песня первой части первого сезона в исполнении японской рок-группы Linked Horizon под названием «紅蓮の弓矢 [Guren no Yumiya]» (рус. Багровый лук и стрелы). Во время опенинга показываются главные герои, титаны и борьба между ними.

### Эндинг
В конце каждой серии исполняется песня «美しき残酷な世界 [Utsukushiki Zankoku na Sekai]» (рус. Прекрасный и жестокий мир) в исполнении японской сейю Ëко Хикасы. В эндинге показано падение метеорита на Землю, а затем Микаса, в течение всей жизни следующая за Эреном.